# ATP Montevideo 1994
L'ATP Montevideo 1994 è stato un torneo di tennis giocato sulla terra rossa. È stata la 1ª edizione dell'ATP Montevideo, che fa parte della categoria World Series nell'ambito dell'ATP Tour 1994. Si è giocato a Montevideo in Uruguay, dal 31 ottobre al 6 novembre 1994.

## Campioni

### Singolare
Alberto Berasategui ha battuto in finale  Francisco Clavet con il punteggio di 6–4, 6–0

### Doppio
Marcelo Filippini /  Luiz Mattar hanno battuto in finale  Sergio Casal /  Emilio Sánchez con il punteggio di 7–6, 6–4